# Hoth

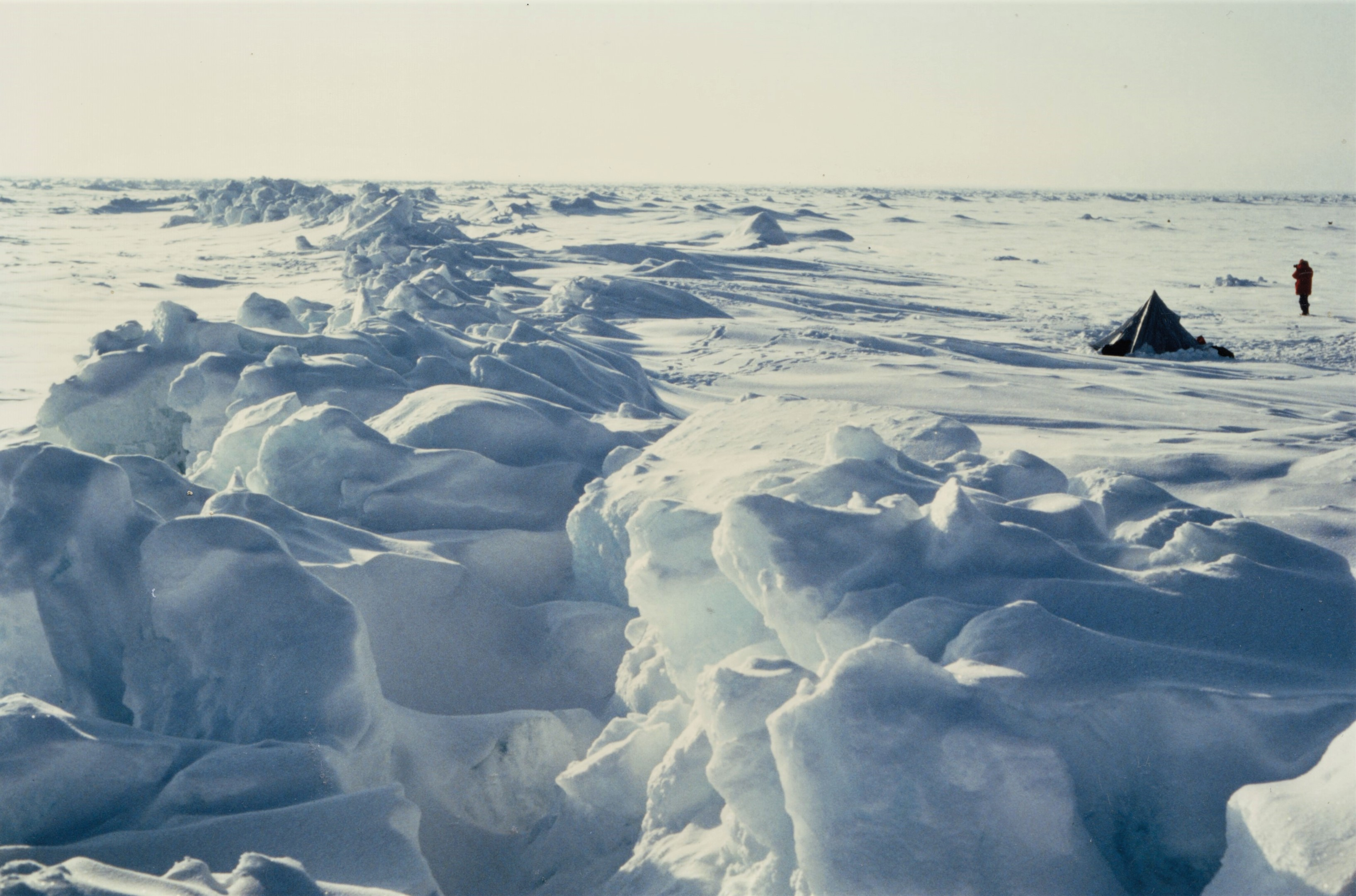
Ziemska Arktyka była inspiracją do utworzenia krajobrazów planety Hoth

Hoth – fikcyjna planeta ze świata Gwiezdnych wojen. Jest szóstą planetą w odległym systemie słonecznym o tej samej nazwie, pokryta jest wiecznym lodem i śniegiem, ma liczne księżyce i bombardowana jest przez meteoryty z pobliskiego pasa asteroid. Zamieszkują ją m.in. wampy oraz tauntauny. Na samej planecie rosną także mchy, porosty oraz anemiczne gatunki traw (rosną głównie w lodowych jaskiniach). Dzień na planecie trwa 23 standardowe godziny, rok 549 lokalnych dni.
Planeta jest w filmie Imperium kontratakuje sceną wielkiej bitwy między siłami Sojuszu Rebeliantów i Imperium Galaktycznego. Sceny rozgrywające się na niej były częściowo kręcone w Finse w Norwegii, natomiast rebelianckimi żołnierzami byli norwescy ratownicy górscy. Nazwa planety (a także system, w którym jest położona) została nazwana na cześć Jedi – Lorda Hotha.

## Bitwa o Hoth
Po wygranej bitwie o Yavin rebelianci zakładają nową sekretną bazę na Hoth. Jednakże imperialna sonda wykrywa położenie bazy. Rebelianci rozpoczynają przygotowania do ewakuacji, ale oddziały Dartha Vadera przybywają zbyt wcześnie i rebelianci zmuszeni są podjąć walkę w celu osłony transportów ewakuacyjnych. Siły Imperium wygrywają bitwę o Hoth, niszcząc rebeliancką bazę i przejmując liczny sprzęt. Większość rebeliantów zdołała wydostać się z planety. W ataku na bazę rebeliantów brały udział 4 AT-AT. 2 z nich zostały zniszczone. Gdy generał Veers zajął bazę rebeliantów, Sokół Millennium uciekł z niej.